# La romana (romanzo)
La romana è un romanzo di Alberto Moravia del 1947.

## Trama
Il romanzo si svolge ai tempi dell’Italia fascista, ma la politica resta in sottofondo. La protagonista e voce narrante è Adriana, una ragazza ventenne, popolana ma di grande bellezza, che vive sola con la madre, una donna arida e disincantata, che aspira più al successo economico della figlia che alla sua vera felicità. La madre non crede nel matrimonio e, per far sì che la bellezza della ragazza dia buoni frutti, la invita a posare nuda per alcuni pittori di basso profilo, sperando che questo la porti a una scalata sociale, mentre entra così in contatto con un mondo mediocre ed ipocrita.
Adriana, pur accontentando la madre, ha altri sogni: vorrebbe sposarsi e vivere in tranquillità in una villetta, nulla di più. Ad alimentare questi desideri è Gino, un autista mal visto dalla madre di Adriana proprio per il suo umile lavoro. La protagonista scopre con Gino l’amore, sia sentimentale sia carnale, ma il personaggio si rivela ben presto un ipocrita essendosi finto celibe. La delusione amorosa e la frequentazione di Gisella, che la invita a farsi mantenere (come fa lei) da uomini ricchi e facoltosi, portano Adriana su una cattiva strada: la ragazza incontra uomini in cambio di denaro nella sua stanza, oltre a dedicarsi a qualche piccolo furto.
Entra poi in scena Astarita, un funzionario fascista che prima seduce, con la complicità della corrotta Gisella, Adriana e poi ne fa la propria accompagnatrice, svelandole la verità sulla situazione matrimoniale di Gino. Il triangolo amoroso, proprio per l’ingenua “bontà” che caratterizza Adriana e, al tempo stesso, per la sua progressiva assuefazione al mondo in cui vive, prosegue: la protagonista, avviatasi sulla strada della prostituzione e riallacciati i rapporti con Gino, compie un furto nella casa dei padroni dell’amante, su sua istigazione. La restituzione della refurtiva (che aveva portato all’incriminazione di una cameriera innocente) diventa per Gino l’occasione di far soldi con il ricettattore Sonzogno, che di lì a poco, eliminato Gino, diventa il nuovo e violento amante della donna. 
Nel mentre, entra in scena Mino, un giovane studente di Legge di idee antifasciste, che rappresenta il prototipo moraviano dell’intellettuale, dopo il Michele Ardengo de Gli indifferenti. Adriana, incinta di Sonzogno, ricercato dalla polizia e dallo stesso Astarita, fa credere a Mino (cui si affeziona, e di cui rispetta gli ideali, benché questi sembrino sempre irreali ed improduttivi) che il nascituro sia suo. Incarcerato per motivi politici, Mino svela però i nomi dei compagni cospiratori; Adriana, su intercessione di Astarita, lo fa rilasciare, ma il rimorso spinge il giovane al suicidio. Sonzogno, in fuga, uccide Astarita ma poi cade in uno scontro a fuoco con le forze dell’ordine: Adriana, rimasta sola in attesa del figlio che Mino, in una lettera, ha legalmente riconosciuto, può forse sperare in un futuro migliore, con l’aiuto della famiglia di Mino.

## Opere derivate
Nel 1954 il romanzo è stato adattato nel film omonimo da Luigi Zampa con Gina Lollobrigida.
Nel 1988, Giuseppe Patroni Griffi ha diretto una miniserie televisiva ispirata al romanzo.

## Edizioni
- Alberto Moravia, La romana, Bompiani, 1947.